# Lanzarote

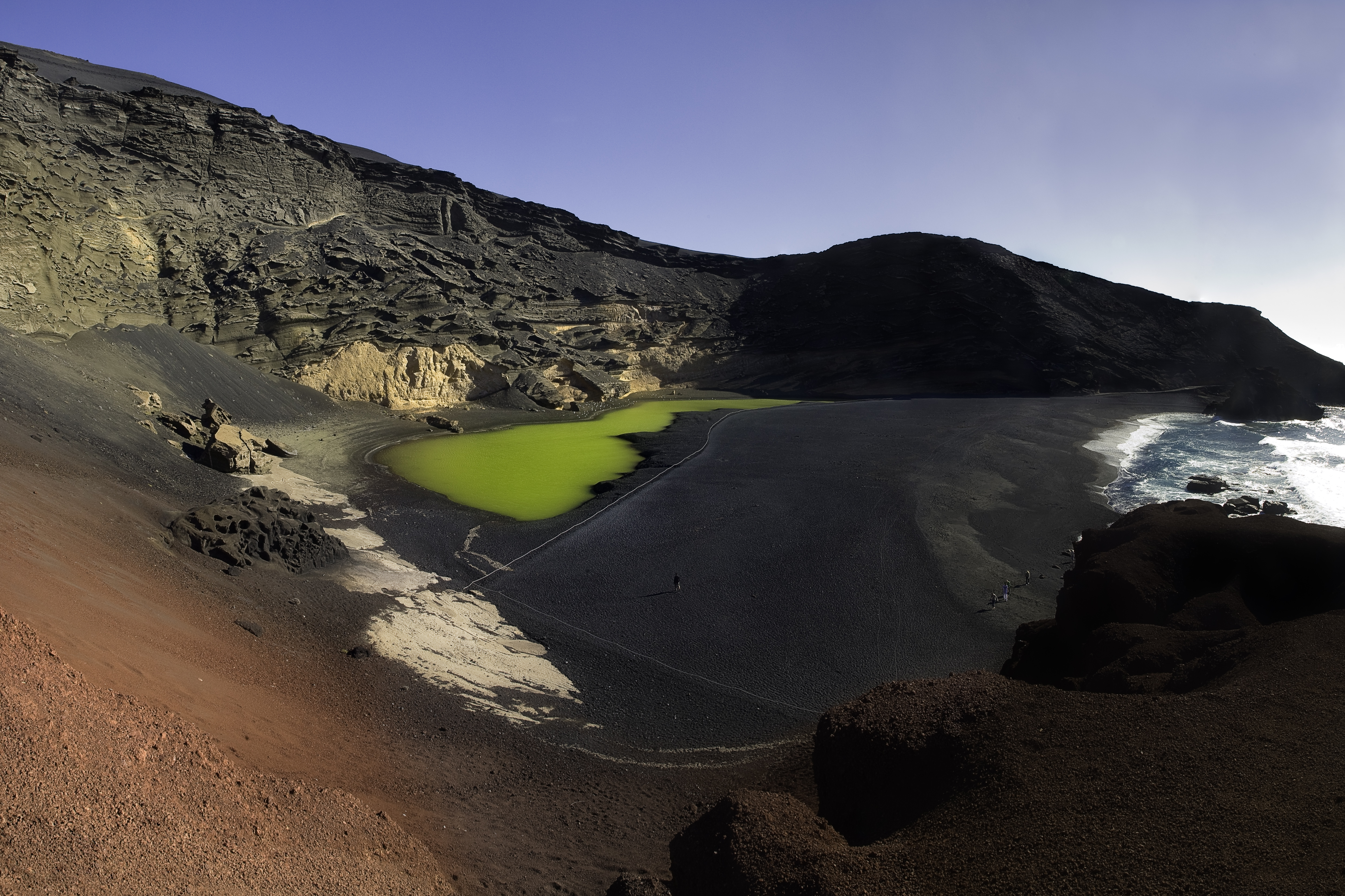
Krater van El Golfo

Lanzarote is het oostelijkste bewoonde eiland van de Canarische Eilanden, een archipel in de Atlantische Oceaan, circa 115 kilometer van de kust van Marokko. Deze Afrikaanse eilanden zijn onderdeel van Spanje en daarmee van de Europese Unie.

## Geschiedenis
Lanzarote is een vulkanisch eiland, dat meer dan vijftien miljoen jaar geleden is ontstaan. Het is vanwege de ligging de afgelopen eeuwen vaak het toneel geweest van strijd.
De naam van het eiland is waarschijnlijk afkomstig van de zeevaarder Lanzarotto of Lancelotto Malocello, die in 1312 het eiland aandeed. Anderen houden het bij de Guanchen waar het in hun taal het okerkleurige eiland betekent.
Tussen 1730 en 1736 en in 1824 heeft een reeks vulkaanuitbarstingen plaatsgevonden waarbij elf dorpen verzwolgen zijn.

## Geografie
Het eiland is 62 km lang en 21 km breed. Lanzarote is, inclusief de tot Lanzarote behorende kleinere eilanden La Graciosa, Alegranza en Montaña Clara, 846 km² groot. De luchthaven bevindt zich bij de hoofdstad Arrecife. Een groot deel van het eiland is bedekt met lava en heeft weinig begroeiing. De kustlijn is op sommige plaatsen rotsachtig, maar er zijn ook zandstranden. Het binnenland wordt gedomineerd door vulkanisch gebergte. 
De UNESCO heeft Lanzarote in 1993 uitgeroepen tot biosfeerreservaat.

## Landbouw
Doordat de bodem van Lanzarote weinig water vasthoudt, is landbouw op het eiland erg lastig. De bewoners van Lanzarote bouwen daarom muurtjes om de gewassen heen die zowel de wind tegenhouden als het vocht opvangen. Door het landschap te bestrooien met lavazand wordt de vochtigheid van de omgeving opgevangen. Deze laag zorgt er eveneens voor dat het vocht minder snel verdampt.

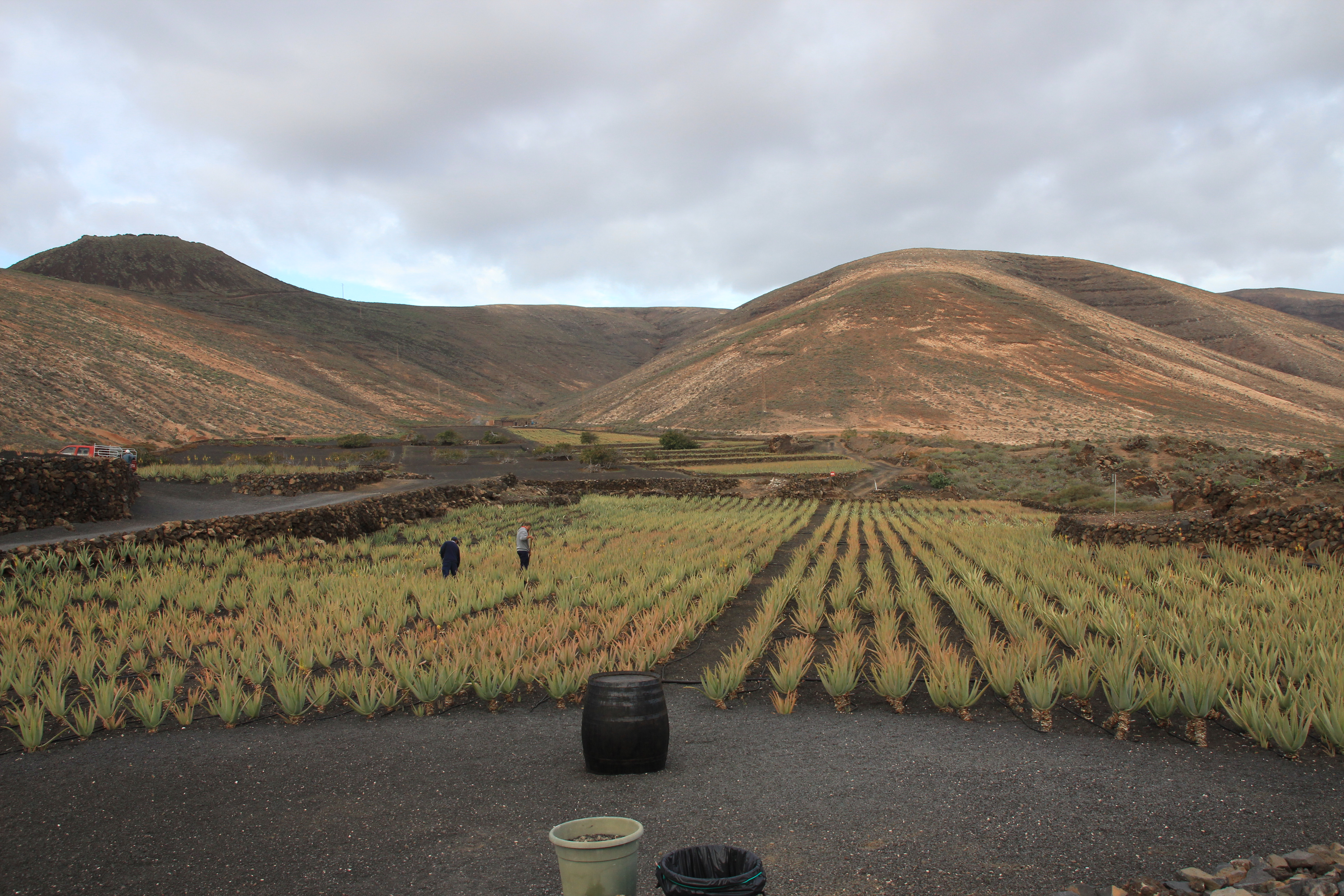
Veld voor het kweken van aloë vera bij Orzola

Op het eiland worden op deze manier druiven geteeld om een witte wijn te maken, de malvasíawijn. Zie ook het artikel wijnbouw op de Canarische Eilanden. Ook teelt men tomaten, zoete aardappelen en cactussen met als doel de rode kleurstof karmijn te winnen uit de cochenilleluizen die op de cactus leven. Daarnaast kweekt men op het eiland ook aloë vera voor de productie van cosmetica.

## Zoutwinning
Aan de zuidwestkust van het eiland ligt in de gemeente Yaiza het grootste zoutwinningsgebied van de Canarische Eilanden, de Salinas de Janubio.

### Bestuurlijke indeling
Het eiland is verdeeld in een zevental gemeenten (ayuntamientos): Arrecife, Haría, San Bartolomé, Teguise, Tías, Tinajo en Yaiza.

### Plaatsen
De bekendste badplaatsen zijn Puerto del Carmen (zuid/oost), Playa Blanca (zuid) en Costa Teguise (oost). Aan de noordoostkust ligt het naturistisch vakantiedorp Charco del Palo. Andere plaatsen zijn: Ye, Punta Mujeres, Arrieta, Mala, Matagorda, Uga, Playa de Papagayo, El Golfo, Yaiza, La Asomada, La Santa, Caleta de Famara, Orzola en Haria.

## Klimaat
Het eiland wordt vaak geteisterd door de passaat, een wind die overwegend uit het noorden komt. Circa 40 dagen per jaar is er sprake van een Calima: een sterke wind vanaf de Sahara. Dit resulteert in hoge temperaturen en veel fijn zand in de lucht. Het klimaat is erg droog. In 1964 is de eerste ontziltingsinstallatie in gebruik genomen. In de periode daarvoor moest drinkwater per schip worden aangevoerd.
| Maand                  | jan | feb | mrt | apr | mei | jun | jul | aug | sep | okt | nov | dec | Jaar |
| ---------------------- | --- | --- | --- | --- | --- | --- | --- | --- | --- | --- | --- | --- | ---- |
| Gemiddeld maximum (°C) | 19  | 18  | 19  | 19  | 20  | 21  | 22  | 23  | 23  | 23  | 22  | 20  | 20,7 |
| Gemiddeld minimum (°C) | 17  | 17  | 17  | 18  | 19  | 20  | 21  | 22  | 22  | 22  | 20  | 19  | 19,5 |
|                        |     |     |     |     |     |     |     |     |     |     |     |     |      |
| Neerslag (mm)          | 5   | 7   | 5   | 3   | 5   | 2   | 2   | 10  | 5   | 28  | 12  | 7   | 91   |

## Natuur

### Timanfaya
Het nationale park Timanfaya bestaat uit vulkaankraters, lavavelden etc die dateren uit de recentste periodes met uitbarstingen (1730-1736 en 1824). Op een nog bestaande magmakamer staand wordt toeristen op verschillende manieren getoond hoe heet het op geringe diepte onder de grond is. Grind op slechts 10 centimeter diepte kan niet in de hand worden gehouden omdat het te heet is. Op één meter diepte wordt een stuk stro tegen de hete steen gehouden zodat het stro spontaan ontbrandt. Wanneer een emmer water in een gat in de grond wordt gegoten, spuit dat er als stoom met grote kracht uit. Bij het restaurant is een put van ongeveer acht meter diep, waarop permanent gebarbecued kan worden.

## Cultuur

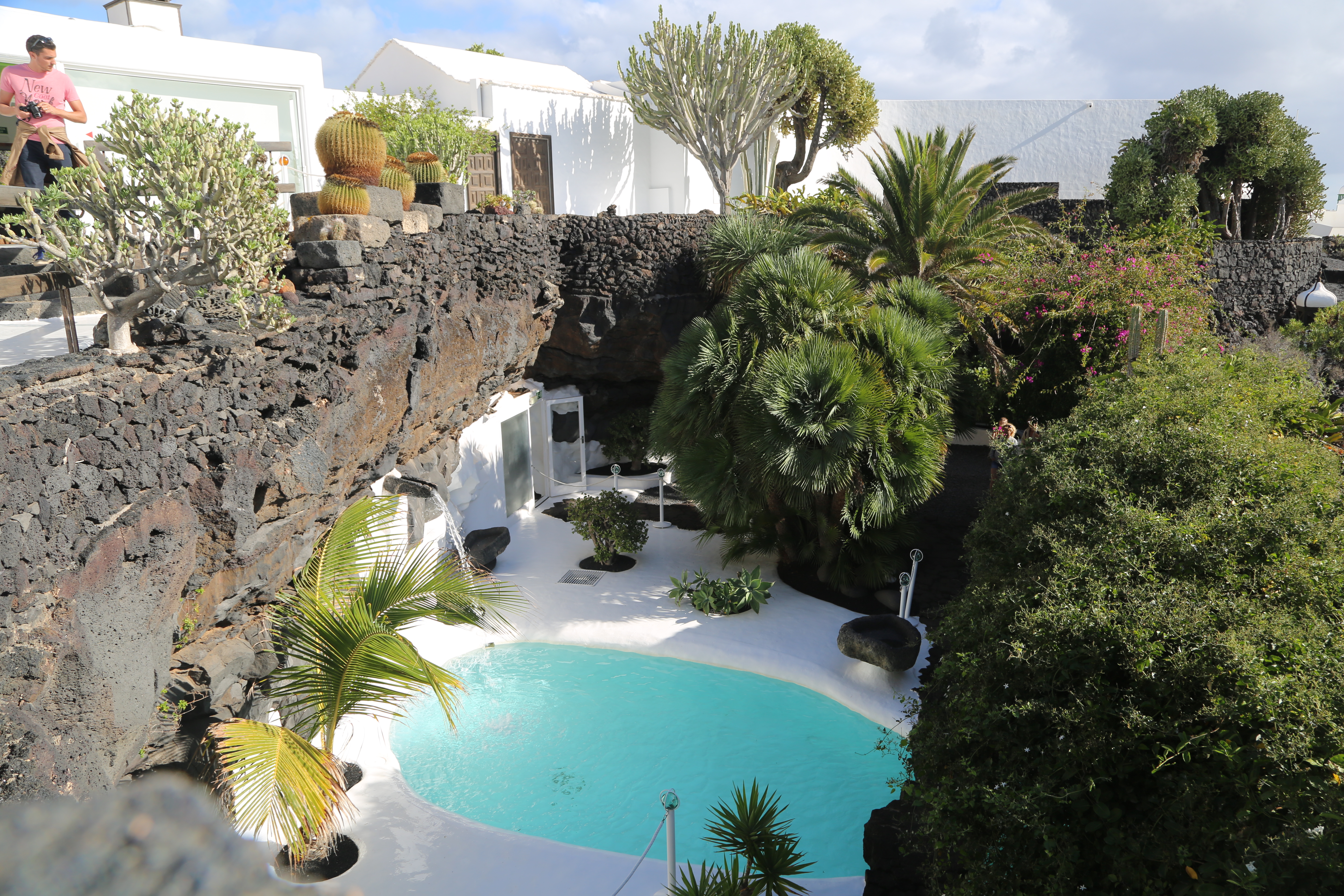
Cesar Manrique’s huis, gebouwd onder de grond, in Tahíche

De belangrijkste kunstenaar/architect op Lanzarote was César Manrique. Hij heeft veel gedaan om het oorspronkelijke karakter van het eiland te behouden. Zo heeft hij bewerkstelligd dat alleen de traditionele kleuren groen, blauw en bruin zijn toegestaan voor deuren en kozijnen. De huizen mogen niet hoger zijn dan vier verdiepingen en moeten bovendien wit geschilderd zijn. Verder zijn grote reclame-uitingen verboden. Dit alles om het eiland zo veel mogelijk in oorspronkelijke staat te houden. Direct in het oog springend zijn zeven kunstwerken van Manrique genaamd "Juguetes del Viento" (speelgoed van de wind). Ze zijn onder andere bij het vliegveld en op de rotonde bij zijn voormalige huis te vinden. In Fundación César Manrique, in zijn voormalige woning in Tahiche, wordt zijn werk tentoongesteld.

### Sport
Behalve de geijkte watersporten zoals surfen kan men onder andere terecht op een van de twee (18 holes) golfbanen. Lanzarote is zeer geliefd bij sporters die graag het milde klimaat opzoeken tijdens de koudere seizoenen van het thuisfront, om alsnog te kunnen buitensporten en trainen. In La Santa (bij Tinajo) vind je een van de grootste sporthotels van Europa. Maar ook voor natuurgenieters biedt Lanzarote tal van mogelijkheden. Lanzarote organiseert tweemaal per jaar een Ironman. In het voorjaar over de volledige afstand, met start en aankomst in Puerto del Carmen en in het najaar over de halve afstand, met start en aankomst aan Club La Santa.

## Toerisme
Het toerisme is in het begin van de eenentwintigste eeuw de belangrijkste bedrijfstak. Toeristisch interessant op het eiland zijn, naast het nationale park Timanfaya (vuurbergen), de cactustuin bij Guatiza, de oude hoofdstad Teguise, de lavatunnels van Cueva de los Verdes en Jameos del Agua, het uitzichtpunt Mirador del Río, het vroegere woonhuis en museum van César Manrique in Tahiche en zijn laatste huis in Haría, Los Hervideros (zeegrotten en vulkanische kust), El Golfo (groen kratermeer) en het wijngebied La Geria. Vanaf het hooggelegen Mirador del Río is er een mooi uitzicht op het eiland La Graciosa.
Daarnaast komen veel toeristen voor het prettige weer en het strand. Lanzarote is vooral populair onder senioren buiten het seizoen. Puerto del Carmen, Costa Teguise en Playa Blanca zijn de bekendste badplaatsen. In het zuiden van het eiland liggen de Papagayostranden.

## Trivia
- De novelle Lanzarote (2000) en de roman Mogelijkheid van een eiland (2005), beide van Michel Houellebecq, spelen zich deels af op Lanzarote. Ook beide titels verwijzen naar dit eiland.
- De Bassie en Adriaan-serie Het Geheim van de Schatkaart speelt zich voor een groot deel op Lanzarote af. In 1986 vonden de opnames plaats. Voor de serie De Huilende Professor werd in 1981 ook op Lanzarote gefilmd. Hier bevond zich de schuilplaats van de professor.

## Galerij

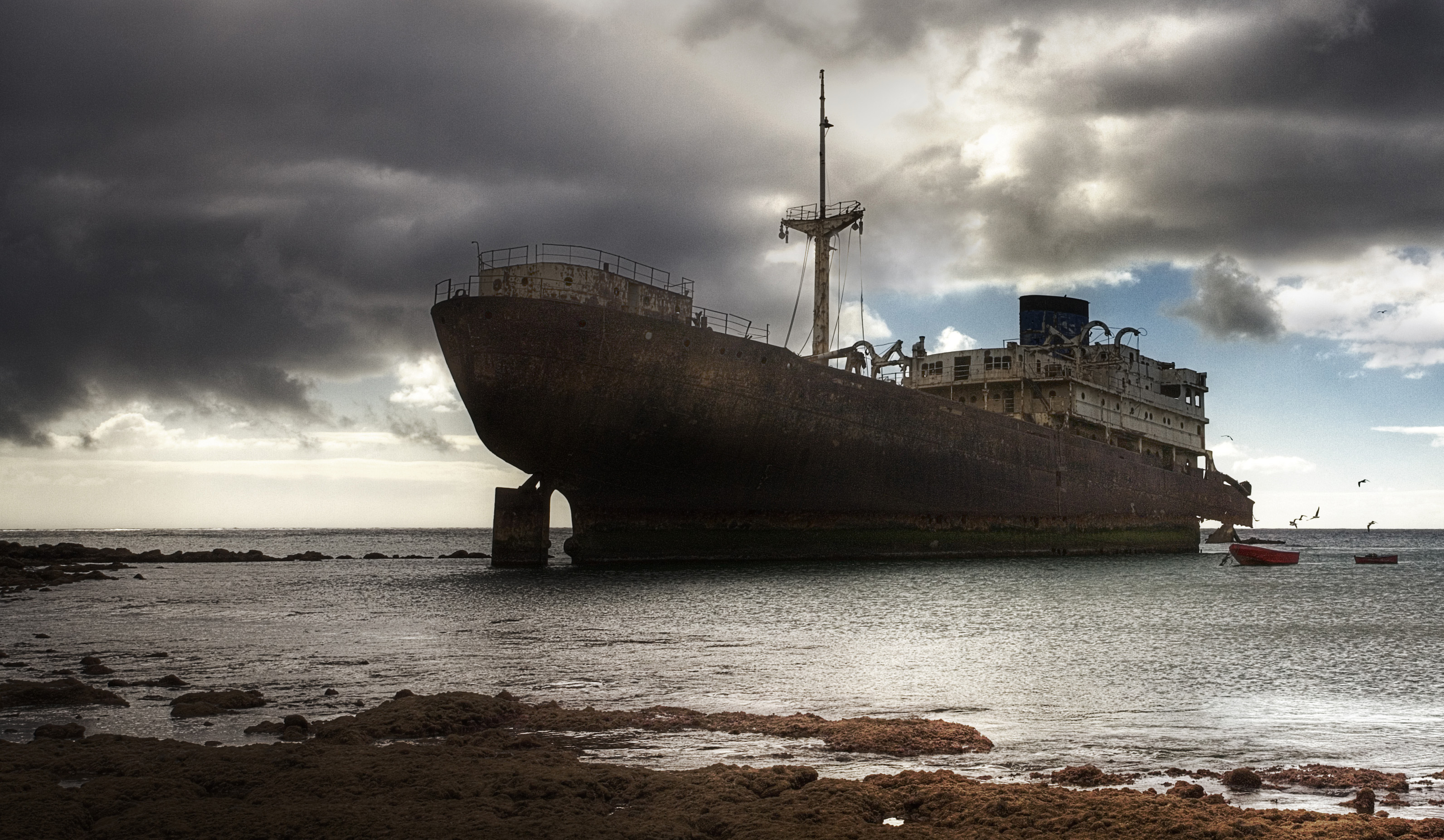
Arrecife
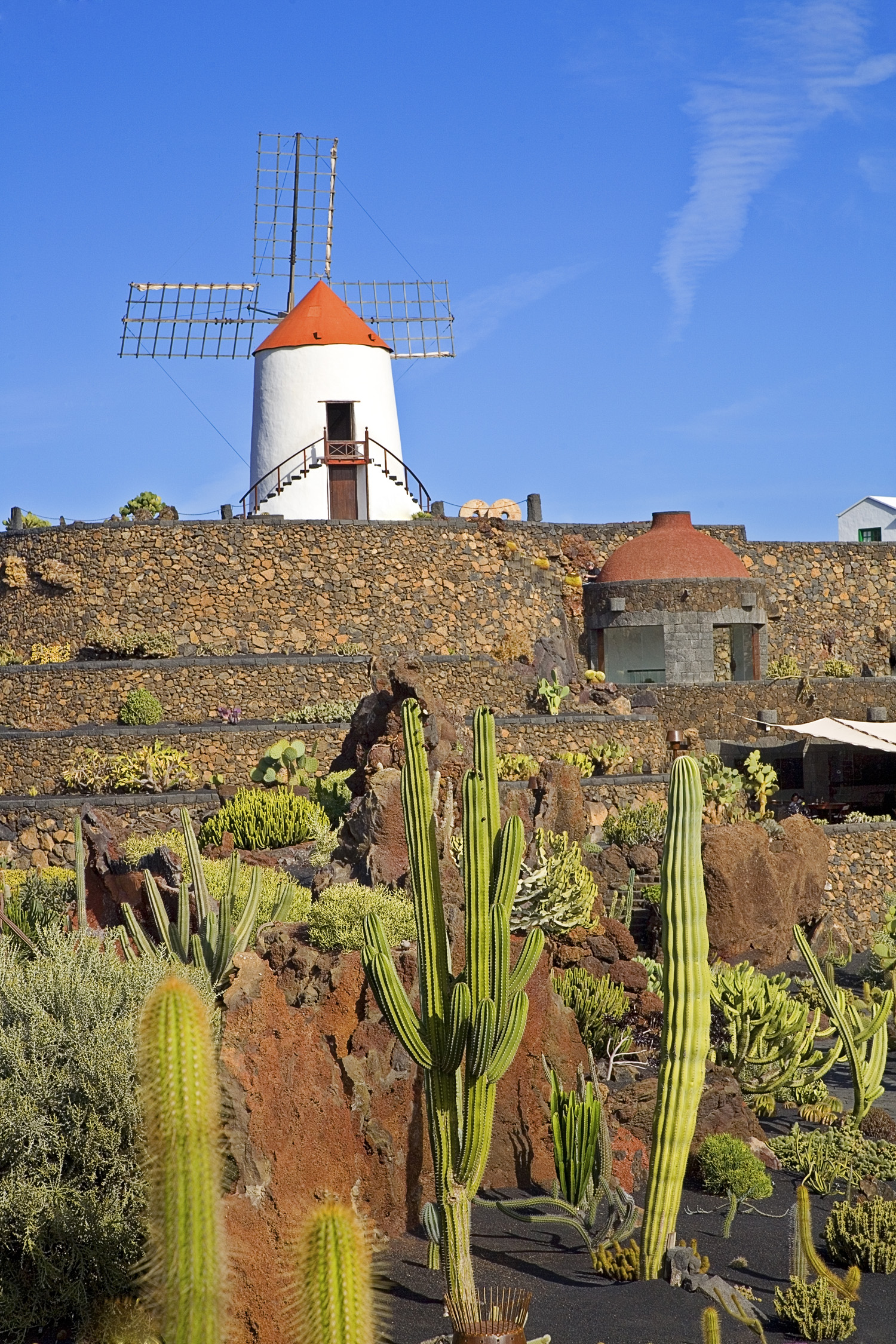
Jardín de Cactus
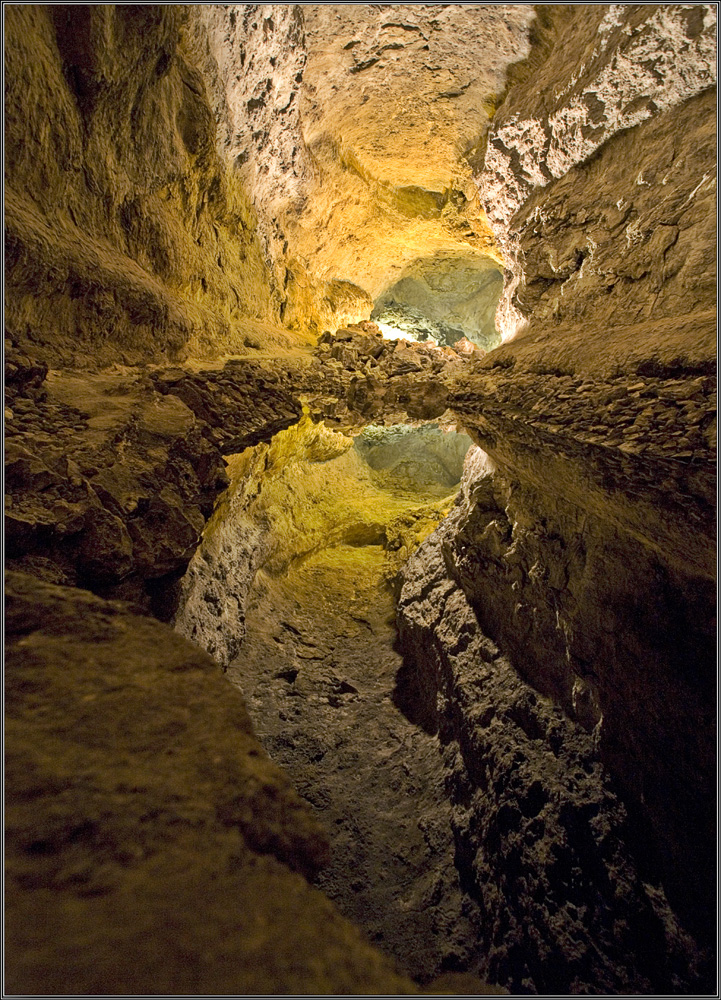
Cueva de los Verdes
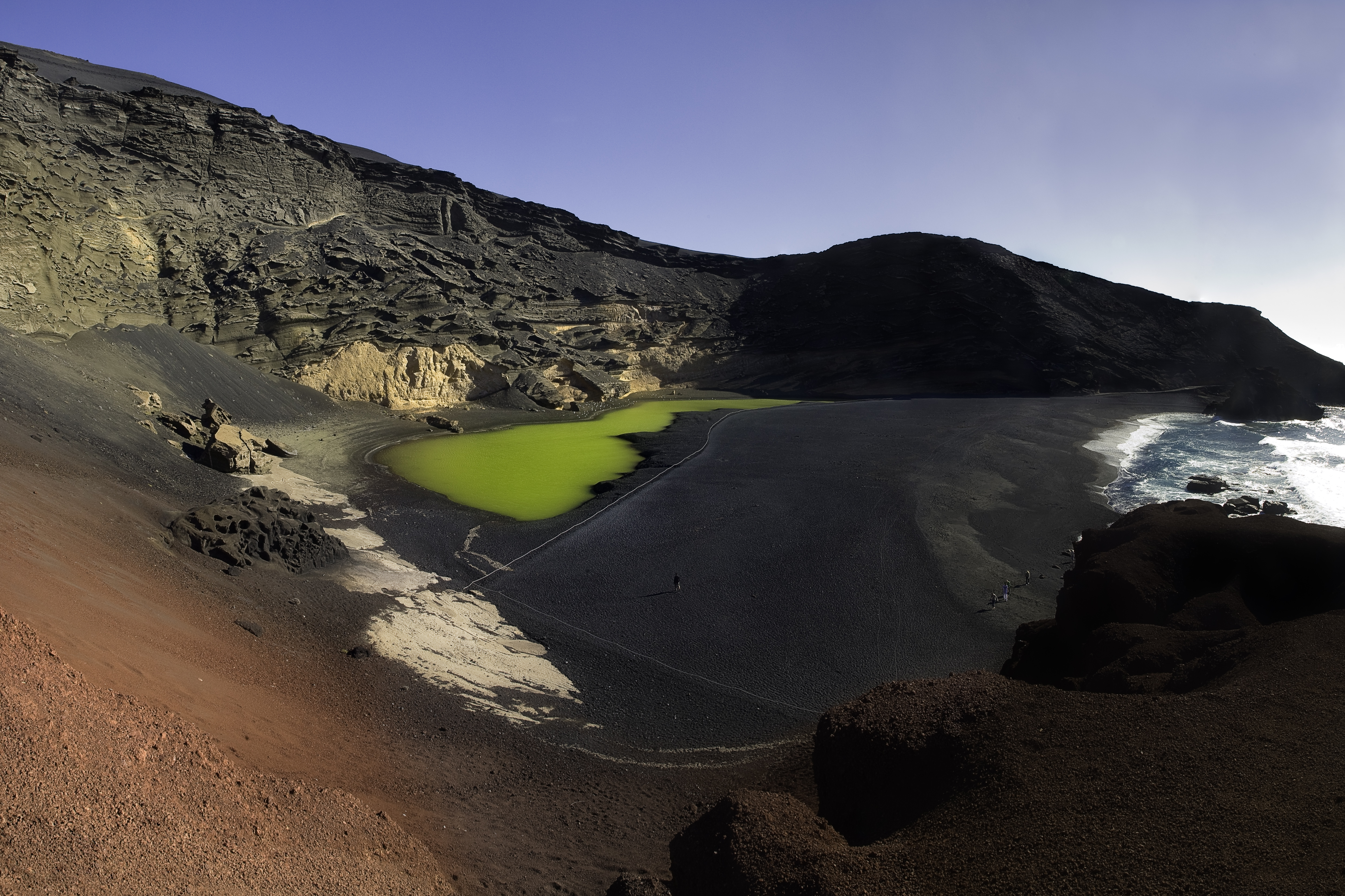
El Golfo
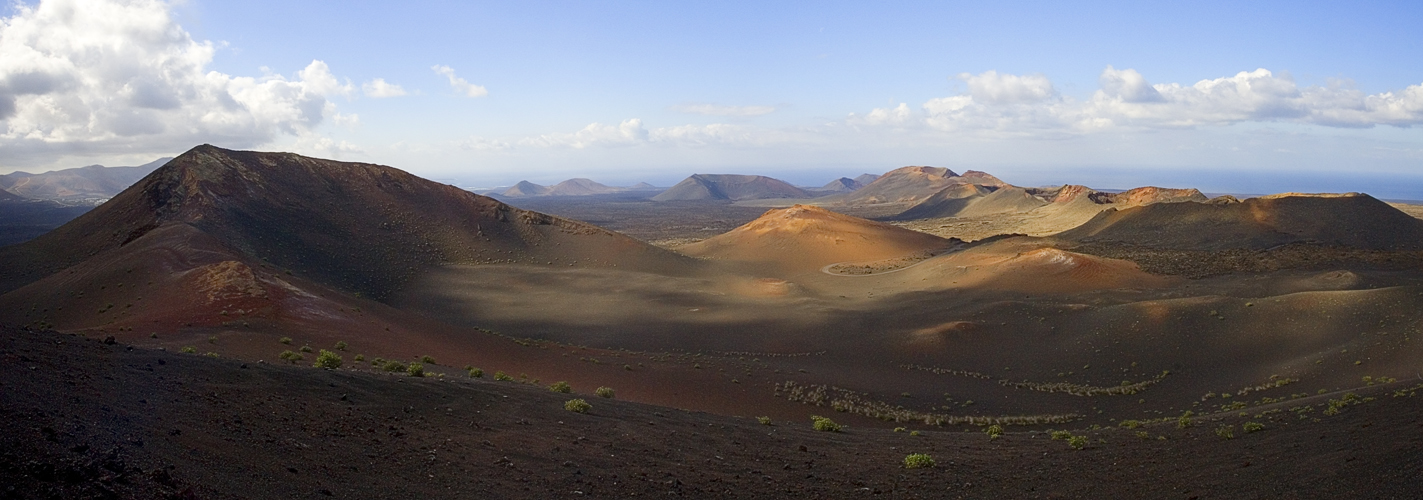
Nationaal park Timanfaya
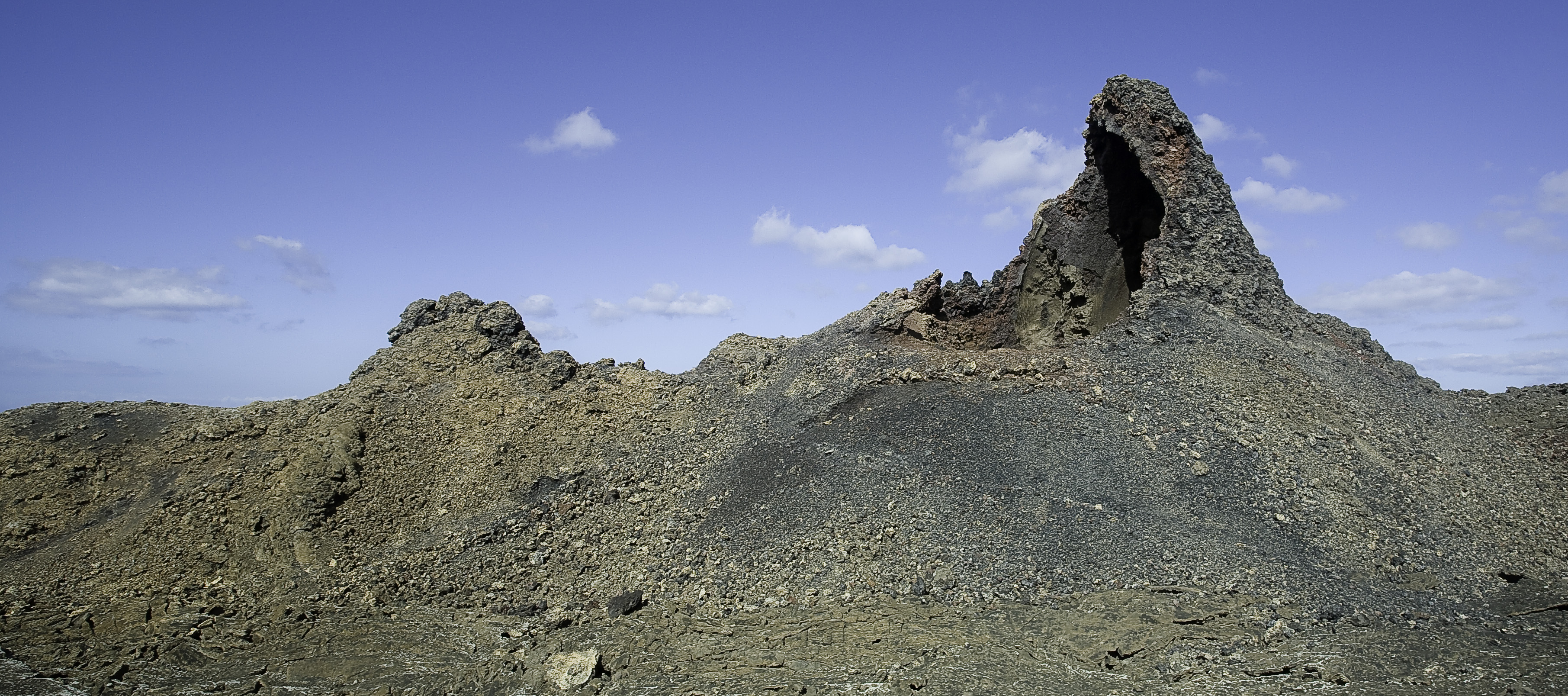
Nationaal park Timanfaya
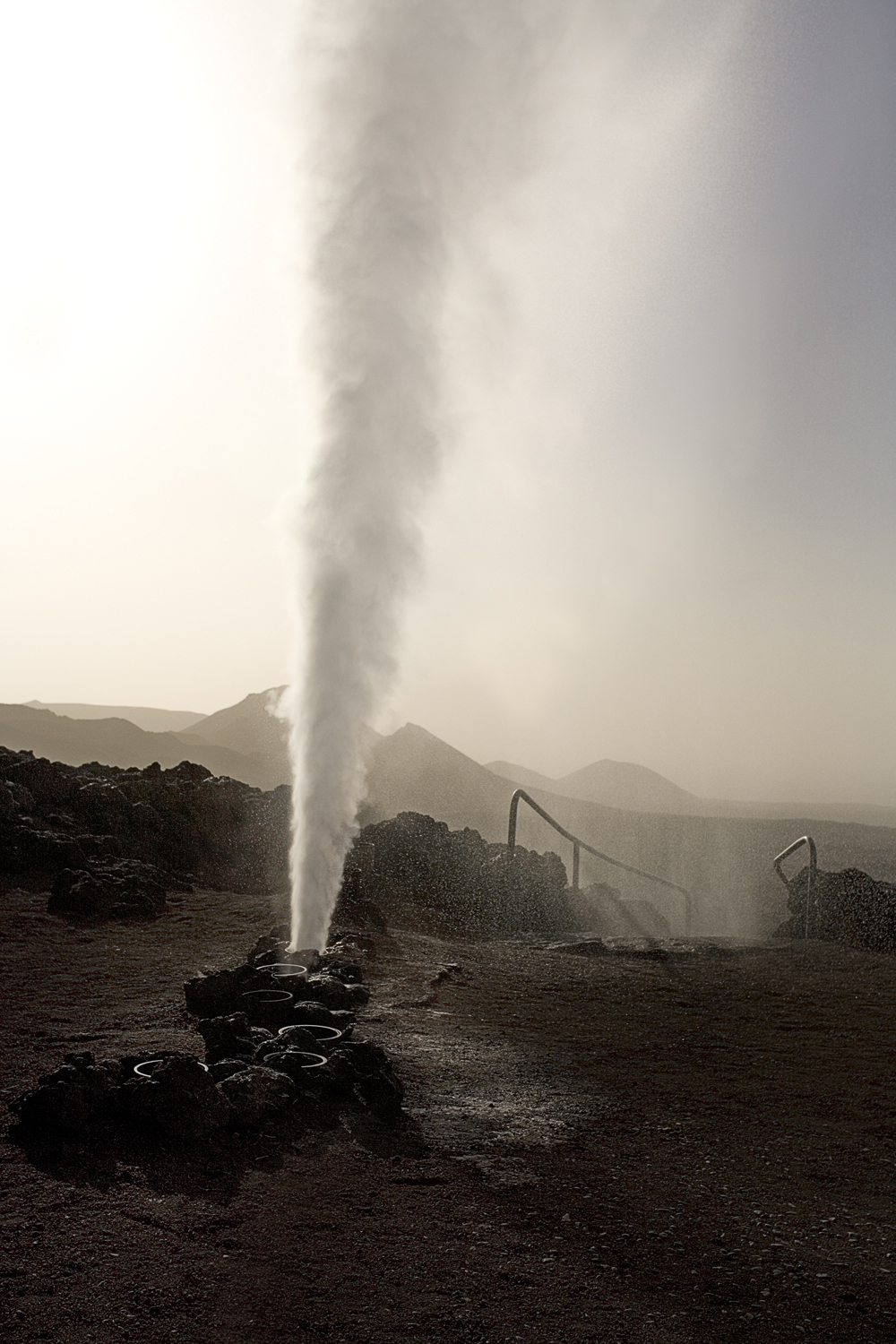
Nationaal park Timanfaya
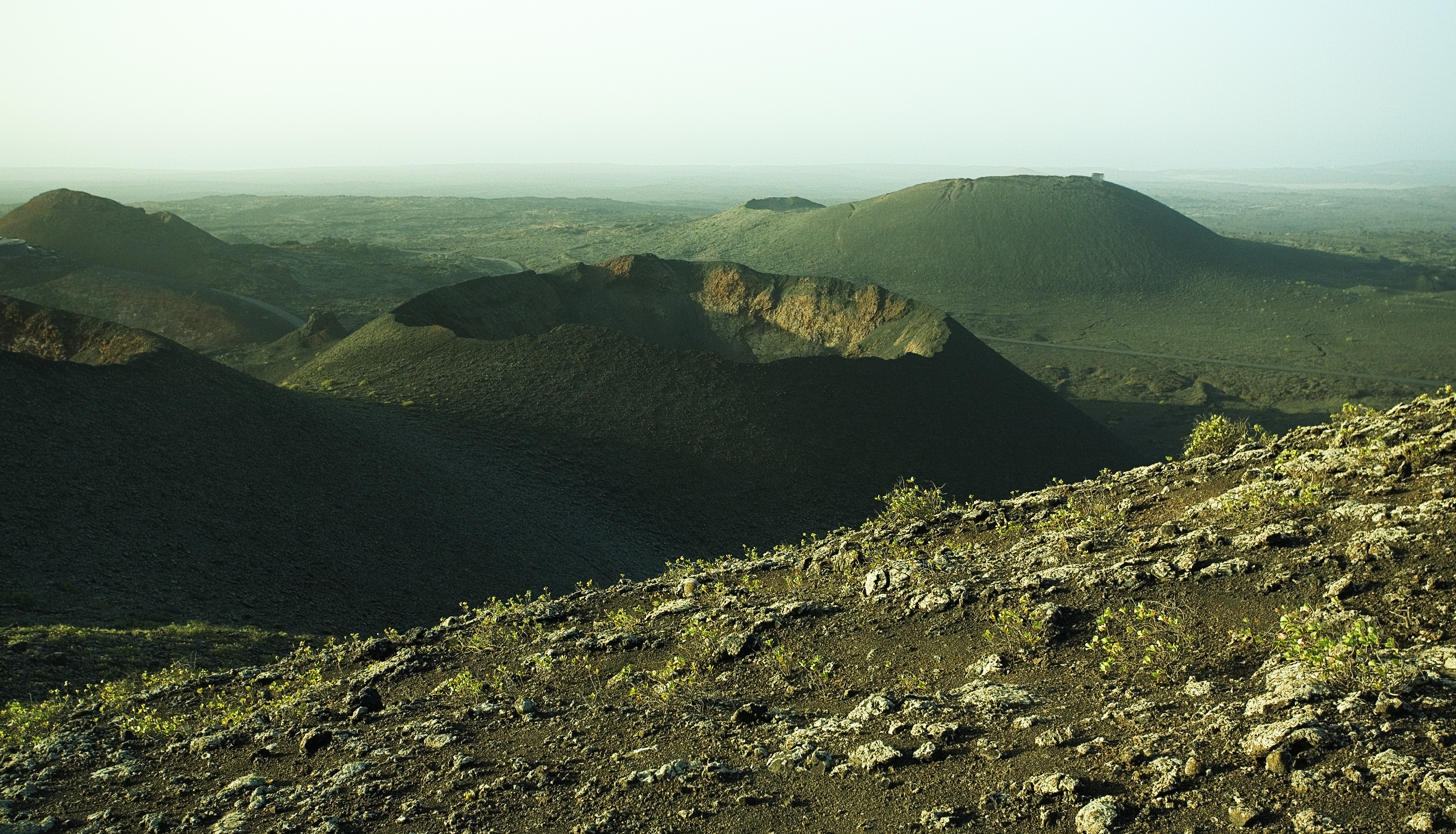
Nationaal park Timanfaya
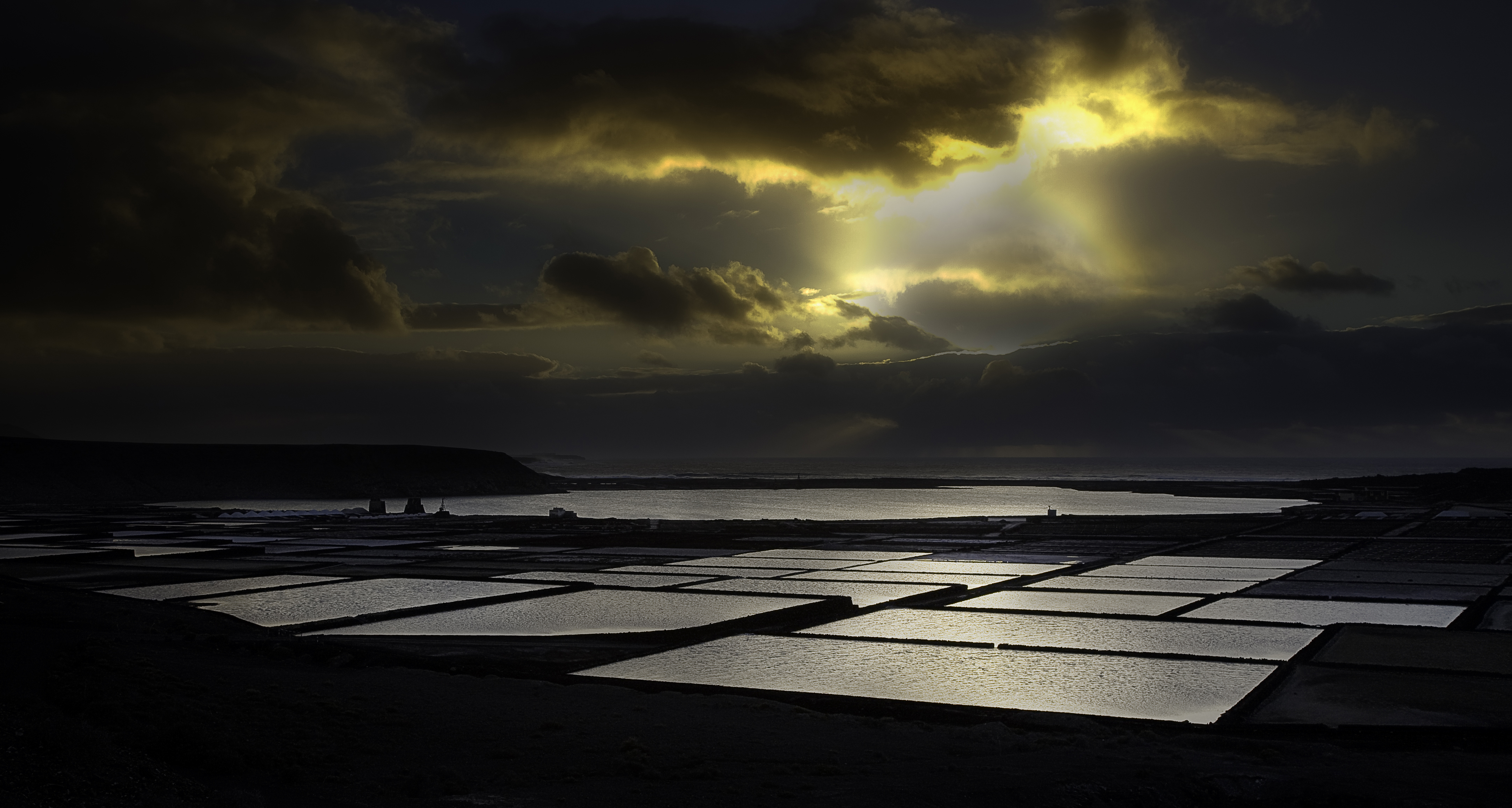
Salinas de Janubio
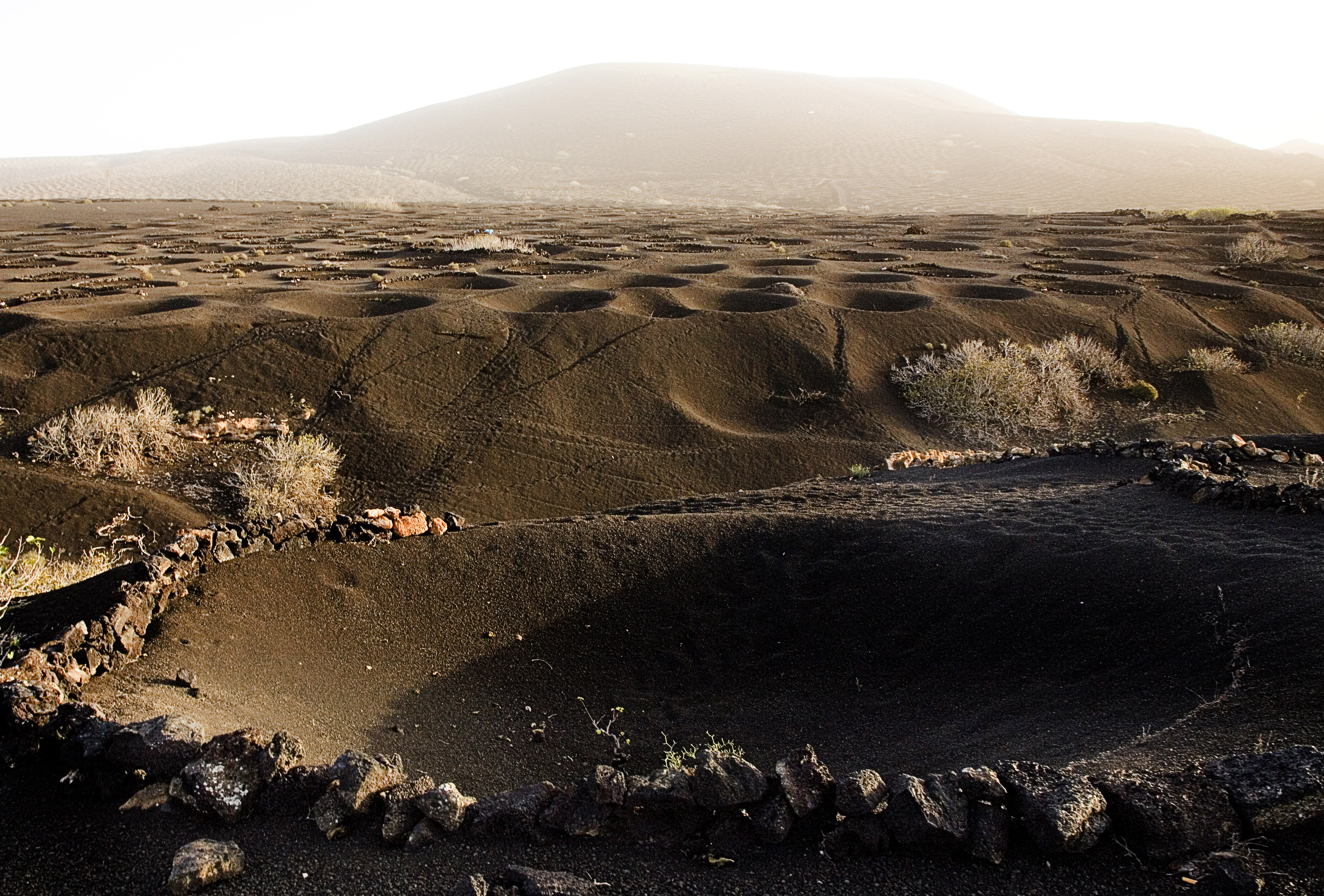
La Geria
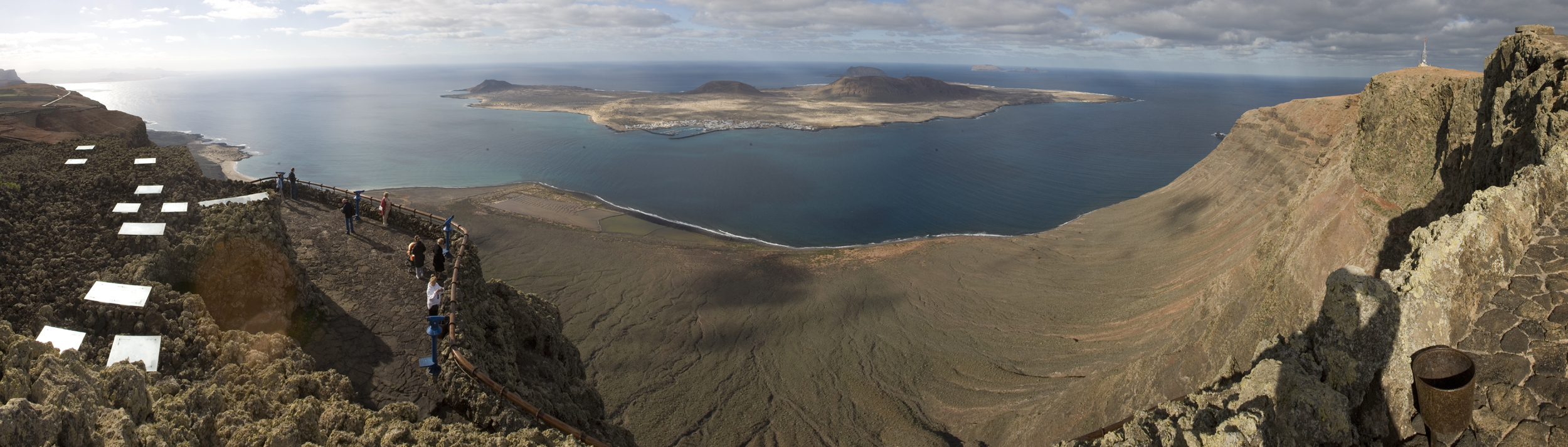
La Graciosa / Mirador Del Río
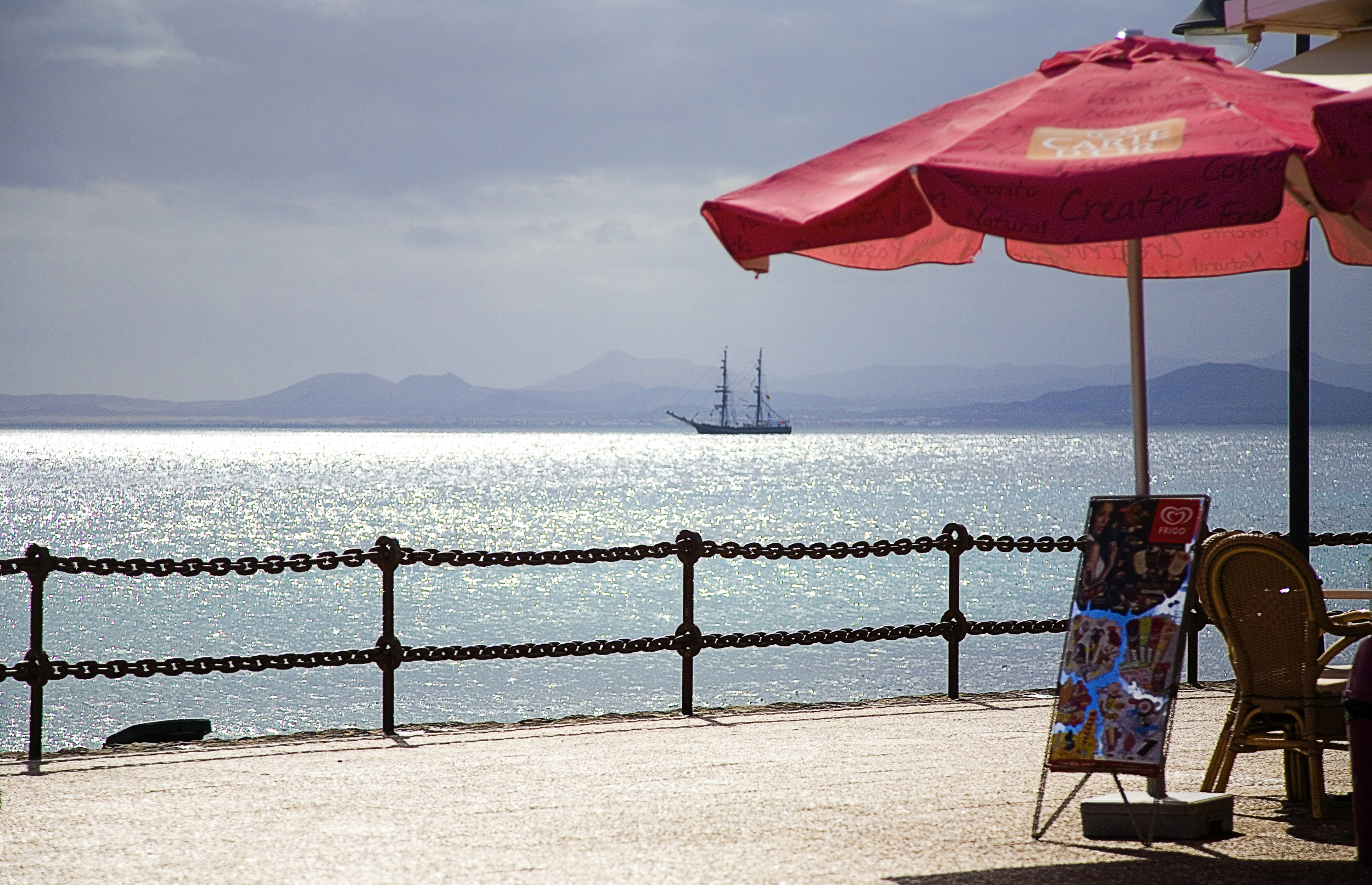
Playa Blanca

Arrecife · Haría · San Bartolomé · Teguise · Tías · Tinajo · Yaiza